# Neco Williams
Neco Williams (ur. 13 kwietnia 2001 we Wrexham) – walijski piłkarz występujący na pozycji pomocnika w angielskim klubie Nottingham Forest oraz w reprezentacji Walii.

## Kariera klubowa
Neco Williams jest wychowankiem Liverpool FC. W pierwszej drużynie The Reds zadebiutował 30 października 2019 w zremisowanym 5:5 meczu z Arsenalem Londyn w ramach Pucharu Ligi Angielskiej. W grudniu 2019 pojechał z Liverpoolem FC na Klubowe Mistrzostwa Świata w Piłce Nożnej, które wygrała jego drużyna.
Debiut w Premier League zaliczył 24 czerwca 2020 w wygranym 4:0 meczu z Crystal Palace. W sezonie 2019/2020 zaliczył wystarczającą liczbę występów, by odebrać medal za wygranie Premier League w sezonie 2019/2020. 3 listopada 2020 zaliczył debiut w UEFA Champions League w wygranym 5:0 wyjazdowym meczu z Atalantą Bergamo.

## Kariera reprezentacyjna
Neco Williams był reprezentantem Walii w różnych kategoriach wiekowych. W pierwszej reprezentacji Walii zadebiutował 3 września 2020 meczem wyjazdowym z Finlandią. 6 września 2020 zdobył pierwszą bramkę w barwach narodowych. Na dzień 25 lipca 2021 jego bilans to 14 występów i 1 bramka. Uczestniczył w EURO 2020.

## Bramki w reprezentacji
| Nr | Data            | Obiekt                               | Przeciwnik | Bramka na | Rezultat | Zawody                        |
| -- | --------------- | ------------------------------------ | ---------- | --------- | -------- | ----------------------------- |
| 1. | 6 września 2020 | Cardiff City Stadium, Cardiff, Walia | Bułgaria   | 1–0       | 1:0      | Liga Narodów UEFA (2020/2021) |